# 박수홍, 박경림의 아름다운 밤
《박수홍, 박경림의 아름다운 밤》은 SBS에서 2001년 11월 9일부터 2002년 3월 29일까지 방영된 예능 프로그램이다. 이 프로그램은 보조 MC와(손태영 이휘재 -> 박경림) 제목(기분 좋은 밤 -> 아름다운 밤)만 바꿨을 뿐 실상은 전작 《기분 좋은 밤》과 다를 게 없다는 지적을 샀으며, 결국 낮은 시청률을 면치 못하여 방송 4개월 만에 폐지됐다.

## 방송 일정
- 2001년 11월 9일 ~ 2002년 3월 29일 : 매주 금요일 밤 9시 55분 ~ 10시 55분

## 진행자
- 박수홍
- 박경림

## 코너 목록
- 몰래 카메라
- 한글 만세(남희석, 주영훈 진행 -> 주영훈 단독)
- 믿어요 내사랑
- 딱 걸렸어
- 할말은 한다
- 박고테 패밀리
- 추리토크 박 대 박